# T-TRIBE ENTERTAINMENT
株式会社T-TRIBE ENTERTAINMENT（ティートライブ エンターテイメント）は、東京に拠点を置く日本の芸能プロダクションである。

## 所属タレント
- 岡崎紗絵
- 相原未来
- 谷恭輔
- 町田悠宇
- 北里 琉
- 粟 大和
- 大槻アイリ

### 過去
- 福吉真璃奈
- 谷川りさこ
- 福田萌子

## 関連会社
- テンカラット[1]